# Doença espiritual
Na doutrina espírita, doença espiritual são as doenças que têm origem e solução no próprio indivíduo

## Classificações
Facure e Anete Guimarães costuma classificar as doenças espirituais da seguinte forma:
1. Doenças espirituais auto-induzidas, tais como o desequilíbrio vibratório e a auto-obsessão;
2. Doenças espirituais compartilhadas, tais como o vampirismo e a obsessão;
3. Doenças cármicas, que são aquelas em conseqüência de atos viciosos desta vida ou de vidas passadas.

### Doenças espirituais auto-induzidas - desequilíbrios vibratórios
No livro Nos Domínios da Mediunidade, psicografado por Chico Xavier, André Luiz (autor espiritual) explica que "assim como o corpo físico pode ingerir alimentos venenosos que lhe intoxicam os tecidos, também o organismo perispiritual absorve elementos que lhe degradam, com reflexos sobre as células materiais".
Significa dizer que a conduta da pessoa pode gerar nela própria desequilíbrio de sua energia vital. Este desequilíbrio em dado momento começa a transferir-se do organismo perispiritual para o corpo físico. Estas manifestações físicas são conhecidas por doenças psicossomáticas. As doenças psicossomáticas podem se manifestar nos diversos sistemas orgânicos de nosso corpo. Por exemplo doenças gastrointestinais podem advir de "descargas" espirituais. O organismo perispiritual repleto de energias negativas decorrentes da raiva, do ódio acaba por desviar esta mesma energia negativa para o estomago criando ambiente propicio para o surgimento de úlceras, gastrites e outras doenças do sistema digestivo.
O desequilíbrio pode vir também de uma palavra direcionada por terceira pessoa, às vezes sem que esta a tenha proferido com más intenções. Quem absorve o elemento negativo é o organismo perispiritual. caso a pessoa atingida mantenha pensamentos relacionados com a palavra mal dirigida pode, após algum tempo, desenvolver alguma doença física, de difícil diagnóstico.

### Doenças espirituais compartilhadas - espíritos obsessores - vampirismo
As doenças espirituais compartilhadas ocorreriam em razão da atuação de espíritos obsessores que se ligam ao doente e os fazem sofrer. Uma pessoa poderia, em razão de seu comportamento mau, atrair para perto de si espíritos de mesma vibração. Por exemplo, um alcoolista atrai para si a presença de espíritos que, enquanto encarnados, eram igualmente dependentes. Acabam por se tornarem parceiros no vicio. O doente ingere a bebida pelo prazer do beber, o espírito obsessor sente o prazer no hálito expelido pelo viciado.
No mesmo exemplo pode ocorrer de o doente ter o espírito obsessor como inimigo, pode tê-lo feito inimigo nesta vida e tendo ele desencarnado aproveita-se dessa condição e o influencia para que use a bebida como meio de livrar-se dos problemas.
No Livro dos espíritos é feito a seguinte pergunta "474 ...a alma pode se encontrar na dependência de outro Espírito, de maneira a estar por ele subjugada ou obsediada, a ponto de sua vontade ficar, de algum modo, paralisada?" a resposta é afirmativa "Sim, e esses são os verdadeiros possessos. Mas é preciso entender que essa dominação nunca ocorre sem a participação daquele que a sofre, seja por sua fraqueza, seja por seu desejo."
Ou seja a doença espiritual compartilhada pode ser [ no primeiro caso] o resultado de uma vontade do próprio doente que busca o vicio por ser um espírito fraco, pois não quer lutar com suas próprias forças contra as adversidades, adversidade que na verdade serve para seu crescimento espiritual. Nesse caso, ao entregar-se ao vicio (bebida, drogas) encontra parceiros espirituais que o instigarão a beber mais ou a usar mais a droga como meio de escapar da adversidade. O espírito obsessor, neste exemplo quer apenas usar a pessoa para inalar os hálitos expelidos pelo obsediado.
Pode ser também [no segundo caso] o resultado de uma inimizade, iniciada nesta vida, ou decorrente de outras vidas. O Obsessor cheio de ódio pelo obsediado o induz ao vicio, fazendo-o sofrer e por consequência todos os seus familiares. É importante deixar claro que o espírito obsessor, quando faz a maldade ele o faz de sua própria vontade e sofre as conseqüências futuramente. Deus pode deixá-lo fazer isso para pôr à prova o doente e o próprio obsessor, mas Deus não ordena que ele o faça, cabendo ao doente rejeitá-lo, buscando forças na oração e na orientação de mentores espirituais (padres, pastores ou outros líderes espirituais, conforme a crença do doente).
Aqui demos exemplo de uma pessoa que se entrega ao vicio da bebida ou das drogas, outras situações devem ser analisadas individualmente.
André Luiz (autor espiritual)afirma que "se a mente encarnada não conseguiu ainda disciplinar e dominar suas emoções e alimenta paixões (ódio, inveja, idéias de vingança), ela entrará em sintonia com os irmãos do plano espiritual, que emitirão fluidos maléficos para impregnar o perispírito do encarnado, intoxicando-o com essas emissões mentais e podendo levá-lo até à doença".

### Doenças Espirituais Cármicas
Todo e qualquer pensamento, ou emoção, ou sensação, ou sentimento negativo, gera no perispírito um acumulo de energia negativa. O organismo perispiritual adquire uma forma mais densa e sua cor fica mais escura, por causa da absorção dessas energias nocivas. Imagine que você vai fazer um bule de café. O coador, inicialmente está limpo. Ao colocar o pó de café e adicionar a água quente forma-se a borra, que é o mesmo pó só que molhado. Mesmo que você tente limpar o coador ele permanecerá manchado. Se o coador for de pano levará um certo tempo para limpá-lo, o mesmo ocorrerá se for de papel.
O mesmo ocorre com o espírito. Ainda que o organismo perispiritual absorva a maior parte das energias negativas e em possa até "descarregar" esta substancias no corpo físico, o espírito ficará "manchado". Necessitará de uma limpeza mais profunda. A encarnação em um corpo doente ou predisposto a uma doença mais grave contribui para que essa limpeza seja efetuada mais rapidamente.
Deve ficar evidente que estamos envolvidos pela lei maior [Lei do Amor]. Deus em sua Sabedoria infinita não deseja o sofrimento do ser humano. Há na literatura espírita exemplos de personagens que utilizaram outros meios de se harmonizarem com a lei cósmica do amor. Embora tenham descumprido com as regras maiores, escolheram tarefas voltadas para o bem da humanidade, ou para o bem das comunidades onde viveram, resgatando com o bem realizado o mal realizado em outras vidas.
A limpeza cármica pode e dever ser realizada sem o sofrimento, ocorre que muitos espíritos buscam aprimorar-se mais rapidamente escolhendo muitas vezes a doença como meio de expiar o mal feito anteriormente.